# Wormleighton
Wormleighton – wieś i civil parish w Anglii, w hrabstwie Warwickshire, w dystrykcie Stratford-on-Avon. Leży 20 km na południowy wschód od miasta Warwick i 113 km na północny zachód od Londynu. W 2011 roku civil parish liczyła 183 mieszkańców. Wormleighton jest wspomniana w Domesday Book (1086) jako Wimeles/Wimenes/Wimerestone.